# 1709 год
1709 (ты́сяча семьсо́т девя́тый) год  по григорианскому календарю — невисокосный год, начинающийся во вторник. Это 1709 год нашей эры, 9‑й год 1‑го десятилетия XVIII века 2‑го тысячелетия, 10‑й год 1700‑х годов. Он закончился 316 лет назад.
| Пн | Вт | Ср | Чт | Пт | Сб | Вс |
|    | 1  | 2  | 3  | 4  | 5  | 6  |
| 7  | 8  | 9  | 10 | 11 | 12 | 13 |
| 14 | 15 | 16 | 17 | 18 | 19 | 20 |
| 21 | 22 | 23 | 24 | 25 | 26 | 27 |
| 28 | 29 | 30 | 31 |    |    |    |

| Пн | Вт | Ср | Чт | Пт | Сб | Вс |
|    |    |    |    | 1  | 2  | 3  |
| 4  | 5  | 6  | 7  | 8  | 9  | 10 |
| 11 | 12 | 13 | 14 | 15 | 16 | 17 |
| 18 | 19 | 20 | 21 | 22 | 23 | 24 |
| 25 | 26 | 27 | 28 |    |    |    |

| Пн | Вт | Ср | Чт | Пт | Сб | Вс |
|    |    |    |    | 1  | 2  | 3  |
| 4  | 5  | 6  | 7  | 8  | 9  | 10 |
| 11 | 12 | 13 | 14 | 15 | 16 | 17 |
| 18 | 19 | 20 | 21 | 22 | 23 | 24 |
| 25 | 26 | 27 | 28 | 29 | 30 | 31 |

| Пн | Вт | Ср | Чт | Пт | Сб | Вс |
| 1  | 2  | 3  | 4  | 5  | 6  | 7  |
| 8  | 9  | 10 | 11 | 12 | 13 | 14 |
| 15 | 16 | 17 | 18 | 19 | 20 | 21 |
| 22 | 23 | 24 | 25 | 26 | 27 | 28 |
| 29 | 30 |    |    |    |    |    |

| Пн | Вт | Ср | Чт | Пт | Сб | Вс |
|    |    | 1  | 2  | 3  | 4  | 5  |
| 6  | 7  | 8  | 9  | 10 | 11 | 12 |
| 13 | 14 | 15 | 16 | 17 | 18 | 19 |
| 20 | 21 | 22 | 23 | 24 | 25 | 26 |
| 27 | 28 | 29 | 30 | 31 |    |    |

| Пн | Вт | Ср | Чт | Пт | Сб | Вс |
|    |    |    |    |    | 1  | 2  |
| 3  | 4  | 5  | 6  | 7  | 8  | 9  |
| 10 | 11 | 12 | 13 | 14 | 15 | 16 |
| 17 | 18 | 19 | 20 | 21 | 22 | 23 |
| 24 | 25 | 26 | 27 | 28 | 29 | 30 |

| Пн | Вт | Ср | Чт | Пт | Сб | Вс |
| 1  | 2  | 3  | 4  | 5  | 6  | 7  |
| 8  | 9  | 10 | 11 | 12 | 13 | 14 |
| 15 | 16 | 17 | 18 | 19 | 20 | 21 |
| 22 | 23 | 24 | 25 | 26 | 27 | 28 |
| 29 | 30 | 31 |    |    |    |    |

| Пн | Вт | Ср | Чт | Пт | Сб | Вс |
|    |    |    | 1  | 2  | 3  | 4  |
| 5  | 6  | 7  | 8  | 9  | 10 | 11 |
| 12 | 13 | 14 | 15 | 16 | 17 | 18 |
| 19 | 20 | 21 | 22 | 23 | 24 | 25 |
| 26 | 27 | 28 | 29 | 30 | 31 |    |

| Пн | Вт | Ср | Чт | Пт | Сб | Вс |
|    |    |    |    |    |    | 1  |
| 2  | 3  | 4  | 5  | 6  | 7  | 8  |
| 9  | 10 | 11 | 12 | 13 | 14 | 15 |
| 16 | 17 | 18 | 19 | 20 | 21 | 22 |
| 23 | 24 | 25 | 26 | 27 | 28 | 29 |
| 30 |    |    |    |    |    |    |

| Пн | Вт | Ср | Чт | Пт | Сб | Вс |
|    | 1  | 2  | 3  | 4  | 5  | 6  |
| 7  | 8  | 9  | 10 | 11 | 12 | 13 |
| 14 | 15 | 16 | 17 | 18 | 19 | 20 |
| 21 | 22 | 23 | 24 | 25 | 26 | 27 |
| 28 | 29 | 30 | 31 |    |    |    |

| Пн | Вт | Ср | Чт | Пт | Сб | Вс |
|    |    |    |    | 1  | 2  | 3  |
| 4  | 5  | 6  | 7  | 8  | 9  | 10 |
| 11 | 12 | 13 | 14 | 15 | 16 | 17 |
| 18 | 19 | 20 | 21 | 22 | 23 | 24 |
| 25 | 26 | 27 | 28 | 29 | 30 |    |

| Пн | Вт | Ср | Чт | Пт | Сб | Вс |
|    |    |    |    |    |    | 1  |
| 2  | 3  | 4  | 5  | 6  | 7  | 8  |
| 9  | 10 | 11 | 12 | 13 | 14 | 15 |
| 16 | 17 | 18 | 19 | 20 | 21 | 22 |
| 23 | 24 | 25 | 26 | 27 | 28 | 29 |
| 30 | 31 |    |    |    |    |    |

## События
- Привилегии Английского банка (исключительное право выпускать банкноты и чеканить монету) продлены и затем стали бессрочными.
- По приказу Людовика XIV разрушено древнее аббатство Пор-Рояль (вне Парижа), главный центр янсенизма.
- В немецком городе Кёльне впервые был изготовлен одеколон.
- Ракоци издал указ об освобождении крестьян, вступивших в его армию, и наделении их рядом льгот.
- Тяжёлая победа союзников над войсками маршала Виллара у деревни Мальпляке. Антифранцузские силы понесли огромный урон.
- Восстание афганского племени гильзаев во главе с кандагарским калантаром (градоначальником) Мир-Вейсом. Гильзаи истребили иранский гарнизон и убили шахского наместника. Отпадение Кандагара от Сефевидского государства.
- Начало разработок месторождений олова на острове Банка (близ восточного побережья Суматры).
- Февраль — на острове Мас-о-Тьерра (группа островов Хуан-Фернандес) найден и спасён Александр Селькирк, проживший на острове 4 года и 4 месяца и ставший прообразом Робинзона Крузо.
- Зима с 1708 на 1709 стала одной из наиболее холодных в Европе.

## Русское государство
Правление: Пётр I Алексеевич
- 1700—1721 — Северная война[1].
  - Февраль — к шведам присоединились запорожские казаки (6-8 тыс. Кошевой атаман К. Г. Гордиенко)[1].
  - Ранняя весна — Карл XII двинулся на юго-восток, в не опустошённые района Полтавщины, чтобы наступать на Москву[1].
  - 25 апреля (6 мая) — шведы осадили Полтаву, обороняемую 4-тысячным гарнизоном (полк А. С. Келин) и жителями. Попытка противника овладеть этой крепостью с ходу не удалась. Не принесли шведам успеха и несколько штурмов[1].
  - Май — Пётр I издал указ о ликвидации Запорожской Сечи за измену шведам[2].
  - 27 июня (8 июля) — Полтавская битва (решающий эпизод Северной войны), где русская армия под командованием Петра I наголову разбила шведов[1].
  - 30 июня (11 июля) — бежавшие с поля боя шведы настигнуты войсками А. Д. Меншикова у переправы через Днепр у Переволочны, где они и капитулировали[1].
  - Карл XII с гетманом И. С. Мазепой и небольшим отрядом бежали в Турцию, в Бендеры[1].
  - Июль — в Потсдаме Пруссия, Саксония и Дания заключили антишведский союз[1].
  - Сентябрь — часть старшины, поддерживающая Мазепу, решила избрать гетмана в противовес поставленного Петром I гетманом Левобережной Украины в 1708 году И. И. Скоропадскому, что было и сделано в 1710 году[3].
  - 11 октября — к антишведскому союзу присоединилась Россия. Подписан Копенгагенский союзный договор между Россией и Данией, которая обязалась вести наступательную войну против Швеции, содействовать возвращению Августа II на польский престол и пр.[1].
  - Ноябрь — Турция возобновила мирный договор с Россией.
  - Театр военных действий переместился в Прибалтику и Северную Германию[1].
  - Войска Б. П. Шереметева осадили Ригу, а конница А. Д. Меншикова вступила в Польшу[1].
  - Август II вернулся на польский престол и вновь объявил себя союзником России. Станислав Лещинский бежал из страны[1].
  - Англия, Голландия и ряд других держав были встревожены появлением русского войска в Германии и попытались примирить Россию со Швецией, но находившийся в Бендерах (Турция) Карл XII отказался принять посредничество[1].
- 1704—1711 — Башкирское восстание[4].
  - Произошло новое обострение из-за указа Петра I о мобилизации 1000 башкир на строительство Санкт-Петербурга. Этот указ был саботирован башкирами[4].
  - В Башкирию направлено калмыцкое войско хана Аюки (10 тыс. чел.), которые приступили к насильственной мобилизации[4].
  - В ответ на насильственную мобилизацию вспыхнуло восстание в Зауралье. К восставшим примкнули несколько тысяч пришедших из казахских степей каракалпаков[4].
  - Август—ноябрь — повстанцы осадили ряд крепостей и слобод по р. Тобол[4].
- 1707—1709 — Булавинское восстание[5].
  - Начало года — правительственные войска подавили последние очаги сопротивления восставших[5].
  - Уничтожены все городки, населённые беглыми крестьянами, сами беглые возвращены их владельцам[5].
  - Донское казачество за поддержку восстания фактически потеряло своё независимое положение[5].
  - Часть восставших во главе с И. Ф. Некрасовым ушла на Кубань, а в 1740 году переселилась в Османскую империю (см. Некрасовцы)[5].
  - Тауке, хан Казахского ханства, разгромил участвовавших в восстании казаков, ушедших в его ханство и нападавших на казахские кочевья[6].
- Тайный союз Петра I с Брынковяну и молдавским феодалом Димитрием Кантемиром.
- 1709—1712 — царевич Алексей Петрович отправлен в путешествие по Западной Европе, обучался в Дрездене[7].
- Кузнецкий острог отразил нападение киргизов, томских и кузнецких татар, телеутов и джунгаров[8].

### Города и поселения
- После разрушения в 1708 году в последний раз восстановлена на новом месте военная крепость Терки (Терки—5), которая была затоплена в 1726 году Каспийским морем[9].
- 18 июня — основан город Бийск.

### Руководители приказов[10]
| Года      | Приказ             | Ф,И,О главы             | Примечания |
| --------- | ------------------ | ----------------------- | ---------- |
| 1706-1718 | Аптекарский приказ | Арескин Роберт Карлович | Архиатер   |
|           |                    |                         |            |
|           |                    |                         |            |

## Правление
- 1709—1733 — король Польши Август II (вторично).

## Наука
- Доктор Гото Конзан из города Эдо (ныне Токио) провёл первые научные наблюдения об эффективности лечения в термальных водах.[источник не указан 3727 дней]

## Родились
См. также: Категория:Родившиеся в 1709 году
- 28 марта — Алексей Григорьевич Разумовский, граф, генерал-фельдмаршал.
- 12 августа — Иоганн Георг Гмелин, немецкий путешественник.
- 25 декабря — Жюльен Офре де Ламетри, французский врач и философ-материалист (ум. 1751)
- 29 декабря — Елизавета, российская императрица.

## Скончались
См. также: Категория:Умершие в 1709 году
- Ночь с 21 сентября (2 октября) на 22 сентября (3 октября) — Мазепа Иван Степанович, гетман Левобережной Украины (1687-1708) и "обоих берегов Днепра" (1704-1709)[11].
- 17 октября — Григорий Огинский, великий гетман литовский.
- 27 октября — Димитрий (Туптало), митрополит Ростовский, церковный деятель, писатель, оратор.